# 中家志穂
中家 志穂（なかや しほ、8月21日 - ）は日本の女性声優。北海道函館市出身。血液型はA型。

## 人物
双子の姉である水純なな歩も声優であり共演作品は多い。2009年4月1日にロックンバナナを退所。

## 出演

### ゲーム

#### 2004年
- ANGEL BULLET（ダミアヌス・D・コスマス、ノーチラス）
- はてなきそら（広瀬 美咲）

#### 2005年
- ドキドキしすたぁパラダイス2（城枝 凛）
- 性愛学園ふぇち科（月野 あかり）
- 純愛商店街（白鳥 美華）
- 戦火（雪花）
- ぼーん・ふりーくす!（システィ）
- Natural Another One 2nd -Belladonna-（八千草 響果）
- GALZOOアイランド 担当役非公表

#### 2006年
- 鳳凰戦姫 舞夢（辻本 麻子）
- エーテルの砂時計
- エルフィン・ローズ 〜囚われの三皇女〜（アネット）
- 妖刀事件（榊原 美也）
- ぽっと -Rondo for Dears-（緒方 珠萌）
- 永遠ズ語リ（トワズガタリ）-少女凌辱秘抄-（二生 紗霧）
- ふぁみ☆すぴ!! 〜FamiliarSpirits!!〜（シャロン）

#### 2007年
- 口唇包柔（松原 美夜）
- 幸福の食卓（鈴原 四季）
- すくぅ〜るメイト（柳瀬 由芽）
- 女神大戦（ヴァス）
- 虜ノ姫 〜淫魔の調律〜（リディア）
- 王賊（リオナ、女忍者、エルト王国兵士、ヴィスト王国将軍）
- だぶる先生らいふっ（笹塚都）
- 放課後の先パイ（三咲 さよこ）
- STEP×STEADY（遠山 泉水）
- 詩篇69 〜深淵のメサイア〜（シモーヌ、エレナ）
- はるかぜどりに、とまりぎを。（桃谷 春音）
- ティルアぱにっく（愛川 雛衣）
- 娘姉妹（古沢 亜純）

#### 2008年
- Pia♥キャロットへようこそ!!G.P.（汐月 さくら）
- 鋼炎のソレイユ CHAOS REGION（グリムゲルデ）
- 少女魔法学リトルウィッチロマネスク editio perfecta（フィアンナ・メロワ）
- 輪罠II 〜Gang-Rape〜（宇佐美 紗香）
- エインズワースの魔物たち（ユーリ）
- 姦淫特急 松葉〜肉欲のグルメ紀行〜（蒲生 仁美）
- 戦極姫 -戦乱の世に焔立つ-（島津 義弘、富樫 晴貞）
- 漆黒のシャルノス -What a beautiful tomorrow-（エリー・バインホルン、ヴァイオラ・バスカヴィル、ドナ・ワーグマン）
- おっぱいの王者48（円濱 月夜、伍咲 亜沙胡、谷岡 名花、浅井 喜美子、大潮 くるみ、楠川 彩花、大沼 香奈穂、石町 則美）
- オトメスマイル（天城 雛乃）[2]
- らぶデス3 〜Realtime Lovers〜（リーサ）

#### 2009年
- ばにしゅ! 〜おっぱいの消えた王国〜（レネ）
- もしもこんなショッピングモールがあったら!? いきます☆（綾瀬 成、加賀美 瞳、皆川 沙希、水無月 葵）
- Trample on “Schatten!!” 〜かげふみのうた〜（璃国 美衣奈）
- Primary 〜Magical★Trouble★Scramble〜（チャイム＝ミルフォークス）
- ボクがワタシになった理由 〜女装計画〜（一之瀬 文乃）[3]
- Skyprythem（佐々木 千花子）
- 出撃!! 乙女たちの戦場〜闇を切り裂く、にび色の徹甲弾〜（塩塚 有梨栖、美星 葵、アレクの部下13号（アリア）、エレナ）[4]
- 夢喰い -つるみく式ゲーム製作-（樟葉 悠美）
- 世界に男は自分だけ全世界の女性を妊娠させて人類を救え!（ラヴィニア・マイルズ）

#### 2010年
- はるかぜどりに、とまりぎを。 2nd Story 〜月の扉と海の欠片〜（桜）
- 戦極姫2〜戦乱の世、群雄嵐の如く〜（島津義弘、北条氏康）
- 炎の孕ませおっぱい身体測定（雛瀬 ひかり）
- Cure Mate Club（藤沢 綾音）[5]
- ObsceneGuild -片翼の堕天使-（月祁答院桜華）
- デブプラス（山本 凛々花）
- 黄昏のエレジーア（ルミナ＝ルミオン）
- 三極姫〜乱世、天下三分の計〜（高順、公孫讃伯珪）

#### 2011年
- 妹ぱらだいす!（七瀬 みちか）
- 雀極姫（島津義弘、北条氏康）
- ハッピー・ハーレム・スクリプト（朽木 綾乃）[6]
- とらぶる@すぱいらる!（夏川 愛未）
- 魔法の守護姫アルテミナ（杉原 優花[7]）
- 戦極姫3〜天下を切り裂く光と影〜（島津義弘、北条氏康）
- 放課後かすたむ☆たいむ（小早川 のどか）[8]
- 花魁艶紅 -オイラン ルージュ-（天音）[9]
- Princess Evangile 〜プリンセス エヴァンジール〜（上宮城 瑠璃子）[10]
- ぽちとご主人様（華円 紫乃）[11]
- こすりエッチ〜コスってコスられて〜（御厨 亜樹瑠）[12]
- シュクレ 〜sweet and charming time for you.〜（茨木 愛）[13]
- 発情し〜ずん（ユリーシャ・高津・ウォルフガング）[14]
- LEGEND SEVEN 〜白雪姫と7人の英雄〜（福島 紫依）[15]

#### 2012年
- Trample on Schatten!! 〜かげふみのうた〜 REVOLUTION+（璃国 美衣奈）[16]
- 英雄*戦姫（アショーカ）[17]
- デモニオン 魔王の地下要塞（マイア＝フレスト）[18]
- 三極姫2〜天地大乱・乱世に煌く新たな覇龍〜（高順[19]、公孫讃伯珪[20]、鄧艾士載[21]）
- 貧は僕らの福の神（森永 千代子）[22]
- Princess Evangile 〜W Happiness〜（上宮城 瑠璃子）[23]
- 時計仕掛けのレイライン 〜黄昏時の境界線〜（吉田 そあら）[24]
- 巨乳×催眠-これがホントのJK!巨乳姉妹とぷるるん催眠性活-（桐ヶ丘 和佳奈）[25]
- 炎の孕ませおっぱい乳同級生（恵美野 ましろ）[26]
- 戦極姫4〜争覇百計、花守る誓い〜（北条氏康[27]、島津義弘[28]）
- 夢喰い -つるみく式ゲーム製作- Re:dream（樟葉 悠美）[29]

#### 2013年
- Magical Marriage Lunatics!! 〜マジカル マリッジ ルナティクス〜（渋谷 めぐみ）
- 時計仕掛けのレイライン -残影の夜が明ける時-（吉田 そあら）
- ラヴレッシブ（坂又 藍）[30]
- ナイものねだりはもうお姉妹（一之瀬 和葉）[31]
- 恋せよ!!妹番長（ハルジオン/乃神 詠）[32]

#### 2014年
- 膣内射精JK援助交際 〜いくらでもいいからあたしを買って!〜（清瀬 皐月）[33]
- おねがい助けて!!2 〜注がれ続ける精液〜（九条 栞）[34]
- 聖もんむすFestival!!〜お祭りだよ全員集合!〜（レテス・ヘスペラ・モタピルス）[35]
- 炎の孕ませ乳ドルマイ★スター学園Ｚ（雛形 こばと）[36]
- 三極姫3 〜天下新生〜（楽進[37]、公孫讃[38]）
- 英雄＊戦姫GOLD（アショーカ）[39]
- 学園で時間よ止まれ（神栖浦 理沙）[40]
- 昆蟲姦察 螽（鴨川 芽愛）[41]
- 姦宮剛獣（相馬 詠美）[42]
- 姫汁（マリー）[43]
- 超催眠術学園（森ノ宮 鶫）[44]
- 瞳の烙淫4 悦辱の操心改造（蔵橋 朱莉）[45]
- 姫騎士シャロンと異世界の勇者（シャロン・ガレリア）[46]
- 花嫁と魔王 〜王室のハーレムは下克上〜（獅堂 ミヤ）[47]
- デーモンバスターズ えっちなえっちなデーモン退治（仲姫 かれん）[48]

#### 2015年
- 侵蝕 -零- 〜淫魔の生贄〜（早乙女 陽日）[49]
- 時計仕掛けのレイライン -朝霧に散る花-（吉田 そあら）[50]
- じゅ〜にんかんり! 〜10人の乙女に愛の手を〜（木野 しずく）[51]
- 炎の孕ませもっと!発育っ!身体測定2（東方 のの）[52]
- 戦極姫6〜天下覚醒、新月の煌き〜（北条 氏康、塚原 卜伝、相合 元綱）[53]
- シロガネ×スピリッツ!（冴島 乃恵瑠）[54]
- 星空のバビロン -迫り来るコズミックすけべおねぇさんズ-（デネブ、アクア＆マリン）[55]
- 三極姫4〜天下繚乱 天命の恋絵巻〜（張飛翼徳）[56]

#### 2016年
- 甘えかたは彼女なりに。（栗沢 みゆき）[57]
- 戦御村正 -剣の凱歌-（ルーベルト ダグラス、ケイ ダウディング、パーシー メルボルン）[58]
- 深層パラレルパラドックス -並行世界の理想郷-（壱宮 桜）[59]
- らぶちゃ〜つま先立ちで、瞳をとじて〜（軌瀬 瞳子）[60]
- 遊聖天使プリマヴェールDrei（プリマヴェール・プラージュ）[61]

#### 2023年
- Geminism ～げみにずむ～（廣杣 桔梗）[62]

#### 2024年
- 姦淫特急『夜鷹』 ～ 獣欲連鎖、真夏の花火大会 ～（蒲生 仁美）

### コンシューマーゲーム

#### 2012年
- シュクレ PORTABLE（茨木 愛）[63]

#### 2016年
- シロガネ×スピリッツ!（冴島 乃恵瑠）[64]

### オンラインゲーム
- 宝石姫 JEWEL PRINCESS（アイオライト、アキシナイト）

### 同人ゲーム
- アンバーブレイカー（アンバーブレイカー）
- 処女姦 初体験を陵辱された乙女たち（鹿波 操）
- 美畜母娘恥辱乱交 彼氏の前で穢されて……（百瀬 裕香）
- プリンセス・ボディ〜寝取られた王女の孕ませ痴情（配役不明）
- 白濁巫女〜巫女淫魔双辱儀式〜（配役不明）
- 処女回路（サラ）

### OVA
- 夢喰い-つるみく式ゲーム製作-〜樟葉悠美 開発編〜（樟葉悠美）

### インターネットラジオ
- 中家姉妹のツインズパラダイス![65]
- 24時間絶対領域!（アキバ系BBチャンネル 第30回より児玉さとみからパーソナリティを交代）
- 南風通信（パーソナリティ）
- ナイものねだりもいいじゃない[66]

## CD
- 中家姉妹のツイパラベスト![65]

### キャラクターソング
| 発売日  | タイトル                                                                              | 名義                   | 楽曲                     | 備考                             |
| 2010年  | 2010年                                                                                | 2010年                 | 2010年                   | 2010年                           |
| ------- | ------------------------------------------------------------------------------------- | ---------------------- | ------------------------ | -------------------------------- |
| 1月15日 | ANGEL NAVIGATE キャラクターイメージソングCD+ラジオCD「ぺんしる放送局 ラジオえんなび」 | 神穂木詩音（中家志穂） | 「恋ってこういう気持ち」 | PCゲーム『ANGEL NAVIGATE』関連曲 |
| 2015年  |                                                                                       |                        |                          |                                  |
| 2月20日 | LiLiM 15th Anniversary Vocal Album                                                    |                        | 「」                     |                                  |